# (3115) Baily
(3115) Baily (1981 PL; 1954 AF; 1961 XT) ist ein ungefähr 17 Kilometer großer Asteroid des mittleren Hauptgürtels, der am 3. August 1981 vom US-amerikanischen Astronomen Edward L. G. Bowell am Lowell-Observatorium, Anderson Mesa Station (Anderson Mesa) in der Nähe von Flagstaff, Arizona (IAU-Code 688) entdeckt wurde.

## Benennung
(3115) Baily wurde nach dem britischen Astronomen Francis Baily (1774–1844) benannt, der Gründungsmitglied der Royal Astronomical Society war. Während seiner Beobachtung der totalen Sonnenfinsternis vom 15. Mai 1836 bemerkte er das Eindringen von Sonnenlicht um den Mond; dieses Phänomen wird seitdem als Bailysche Perlen bezeichnet. Die Benennung wurde vom Entdecker Edward L. G. Bowell nach einer Empfehlung von B. Hetherington vorgeschlagen. Der Mondkrater Baily ist ebenfalls nach ihm benannt.